# Catan – Das Duell
Catan – Das Duell (Untertitel: „Spiel mit Karten für Zwei“) ist eine im Spätsommer 2010 als „Die Fürsten von Catan“ erschienene grundlegende Überarbeitung des Catan-Kartenspiels für zwei Spieler von Klaus Teuber. Das Spiel enthält drei neue Spielvarianten: „Einführungsspiel“, „Themenspiel“ und das „Duell der Fürsten“. Im Herbst 2011 erschien die Erweiterung „Finstere Zeiten“ mit drei weiteren Themensets, mit denen als vierte Variante auch das „Turnierspiel“ gespielt werden kann, wofür aber beide Spieler jeweils die Fürsten und die Erweiterung benötigen. Im Herbst 2012 erschien zudem die Erweiterung „Goldene Zeiten“. Alle Karten wurden von Michael Menzel neu illustriert. Im Januar 2010 wurde auf der Webseite des Kosmos-Verlages eine Vorabversion des Schachtelcovers vorgestellt. Weitere Informationen wurden von Klaus Teuber im Catan-Blog vorgestellt. Dem Handel wurde das Spiel Anfang Februar 2010 auf der Nürnberger Spielwarenmesse gezeigt, seitdem kursierten auch erste Bilder von Karten und Schachtel im Internet, die allerdings noch nicht die im September in den Handel gegangene Version zeigten. Die endgültige Fassung der Schachtel wurde am 12. Mai 2010 auf der Webseite der Catan GmbH veröffentlicht. Erste Karten zeigte Klaus Teuber in seinem Blog am 4. Februar 2010. Im Februar 2016 erschien eine Neuauflage, nun mit dem Namen „Catan – Das Duell“ in einer nun rechteckigen Schachtel, die zusätzlich vier Kartenhalter für je drei Kartenstapel enthält. Die Ausgaben unter dem Namen "Die Fürsten von Catan" und ihre Übersetzungen gibt es aktuell noch nicht wieder in allen Sprachen wie "Catan - Das Duell".

## Beschreibung
Catan – Das Duell unterscheidet sich vom alten Catan-Kartenspiel durch einen leichteren Einstieg und einen zunächst kleineren Kartenpool. Durch den Verzicht auf aggressive Karten und Stadtausbauten im Einführungsspiel können alle Karten ohne Einschränkung sofort gespielt werden – wenn die dafür benötigten Bauplätze und Rohstoffe vorhanden sind. Mit den Themenspielen kommen nach und nach weitere Ausbauten für Städte, Straßen und Landschaften sowie aggressive Karten ins Spiel.
Ein weiterer Unterschied zum alten Kartenspiel ist die Einordnung des Einführungsspiels und der Themen in verschiedene zeitliche Epochen der fiktiven catanischen Entwicklung, deren Frühstadium durch den Roman Die Siedler von Catan von Rebecca Gablé bekannt wurde. Hierfür wurde auch ein eigener catanischer Baustil entworfen.
Die Nachziehkartenstapel des Einführungsspiels bestehen nur noch aus 36 statt bisher 62 Karten. In den Themenspielen kommen 24 bis 26 Ausbaukarten und 3 bis 5 Ereignisse hinzu.
Als weitere neue Spielvariante kommt das „Duell der Fürsten“ hinzu, bei dem mit allen Karten des Basissets aber nur einem Teil der Themensets gespielt wird. Hierfür sind die Karten besonders gekennzeichnet.

## Basisset

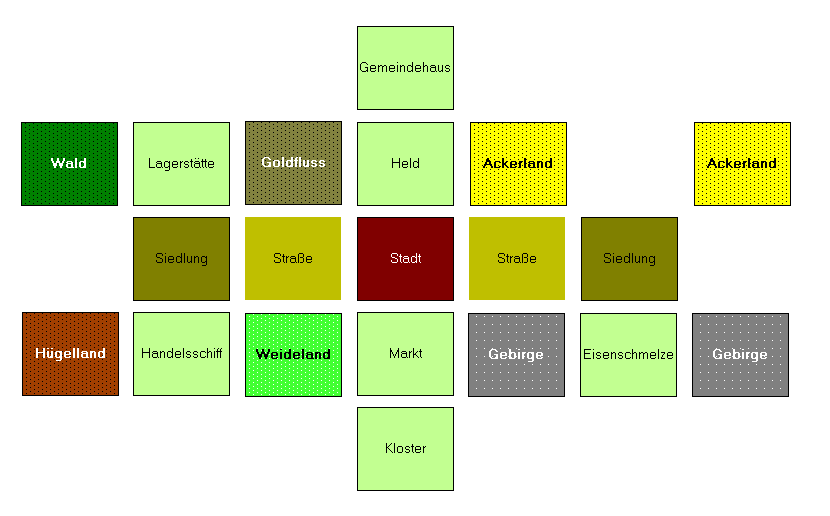
Schematischer Aufbau im Einführungsspiel

Das Basisset enthält 27 Ortschaftsausbauten, 9 Aktionskarten und 9 Ereigniskarten. Alle Karten, mit Ausnahme der Ereigniskarten besitzen eine für das Basisset verwendete Rückseite, die eine Siedlungssilhouette zeigt und die Aufschrift „Basisset“ trägt. Die Siedlungssilhouette ist zudem in den beiden oberen Ecken der Ereigniskarten zu sehen, die wie gehabt auf der Rückseite ein Fragezeichen besitzen. Zudem enthält das Basisset die Zentralkarten, je 2 Sätze mit Wappenkarten (Bären auf blauem und Wölfe auf rotem Schild), 5 Siedlungen, 7 Städte, 7 Straßen und 12 Landschaften, je 2 für jeden Rohstoff bzw. jeder Zahl von 1 bis 6. Zum Spiel gehören ferner zwei Würfel (Ertrags- und Ereigniswürfel), zwei Spielsteine (Axt und Waage) sowie die durchgehend farbig gestaltete Spielanleitung.

### Themensets
Drei Themensets sind in der Schachtel enthalten.

#### Zeit des Goldes

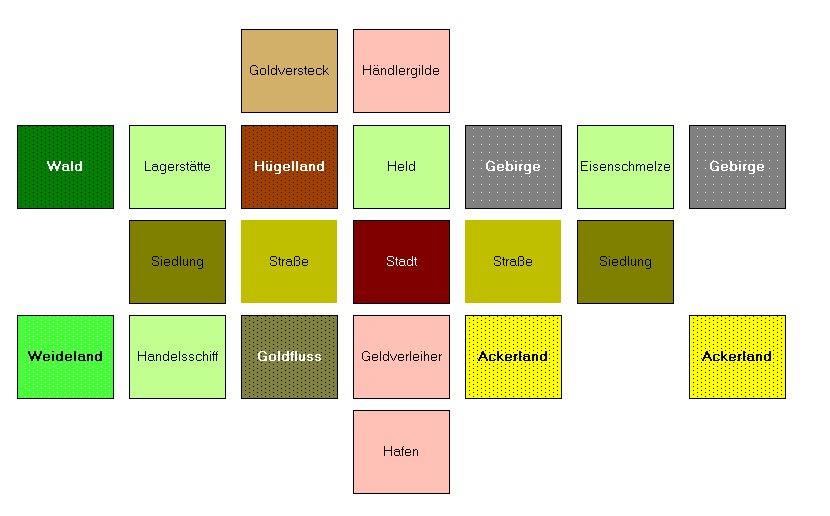
Schematischer Aufbau im Themenspiel „Zeit des Goldes“

Am 18. Juni 2010 wurden Karten des Themas „Zeit des Goldes“ vorgestellt.
Enthalten sind fünf Ortschaftsausbauten, ein Landschaftsausbau, acht Aktionskarten, zehn Stadtausbauten und drei Ereigniskarten. Alle Karten, mit Ausnahme der Ereigniskarten, besitzen eine für dieses Set verwendete Rückseite, die zwei Hände und Münzen zeigt und die Aufschrift „Zeit des Goldes“ trägt. Die zwei Hände und Münzen sind zudem in den beiden oberen Ecken der Ereigniskarten zu sehen, die wie gehabt auf der Rückseite ein Fragezeichen besitzen.
Bei diesem Set steht die Erlangung des Handelsvorteils im Vordergrund, zudem gibt es mehr Möglichkeiten für den Erhalt und die Nutzung von Gold.

#### Zeit der Wirren
Am 26. Juli 2010 stellte Klaus Teuber die Karten des Themas „Zeit der Wirren“ vor:
Enthalten sind fünf Ortschaftsausbauten, zehn Aktionskarten, neun Stadtausbauten und vier Ereigniskarten. Alle Karten, mit Ausnahme der Ereigniskarten besitzen eine für dieses Set verwendete Rückseite, die einen Helden mit Schwert und Schild zeigt und die Aufschrift „Zeit der Wirren“ trägt. Der Held mit Schwert und Schild ist zudem in den beiden oberen Ecken der Ereigniskarten zu sehen, die wie gehabt auf der Rückseite ein Fragezeichen besitzen.
Bei diesem Set steht der Wettstreit um den Stärkevorteil im Vordergrund, zudem gibt es mehr Karten mit denen auf das Fürstentum des Mitspielers eingewirkt werden kann.

#### Zeit des Fortschritts
Am 17. September 2010 stellte Klaus Teuber die Karten des Themas „Zeit des Fortschritts“ vor, am selben Tag ging das Spiel in den Handel:
Enthalten sind zwei Ortschaftsausbauten, elf Aktionskarten, dreizehn Stadtausbauten und fünf Ereigniskarten. Alle Karten, mit Ausnahme der Ereigniskarten besitzen eine für dieses Set verwendete Rückseite, die einen Baukran zeigt und die Aufschrift „Zeit des Fortschritts“ trägt. Der Baukran ist zudem in den beiden oberen Ecken der Ereigniskarten zu sehen, die wie gehabt auf der Rückseite ein Fragezeichen besitzen.
Bei diesem Set steht der friedliche Wettstreit um den Ausbau im Vordergrund, es gibt weniger Möglichkeiten als in den beiden anderen Sets den Mitspieler direkt zu hindern.

## Erste Erweiterung „Finstere Zeiten“
Bereits in seinem 8. Blog hatte Klaus Teuber die Erweiterung „Finstere Zeiten“ für das Frühjahr 2011 angekündigt. Um ausreichend Zeit für die Entwicklung und Tests zu haben, wurde das Erscheinen aber auf September 2011 verschoben.
Auf der Nürnberger Spielwarenmesse wurden erste Karten vorgestellt. Die Erweiterung enthält drei Themensets und einen Siegpunktzähler.

### Zeit der Intrigen
Am 8. Juli 2011 stellte Klaus Teuber in seinem Blog zunächst die Karten dieses Themensets vor.
Das Themenset enthält fünf Ortschaftsausbauten, sieben Aktionskarten, neun Stadtausbauten, zwei Landschaftsausbauten und vier Ereigniskarten sowie als erstes Themenset eine Straßenergänzung. Letztere lösen die früheren Straßenausbauten ab. Alle Karten, mit Ausnahme der Ereigniskarten besitzen eine für dieses Set verwendete Rückseite, die ein Kreuz und einen Thorshammer zeigt und die Aufschrift „Zeit der Intrigen“ trägt. Kreuz und Thorshammer sind zudem in den beiden oberen Ecken der Ereigniskarten zu sehen, die wie gehabt auf der Rückseite ein Fragezeichen besitzen. Dieses Set steht in der Tradition von Politik & Intrige, ist aber in ein catanisches Thema eingebunden. Wie im Roman von Rebecca Gablé hat dieses Set als Leitthema den Kampf der Anhänger der alten odinistischen Religion gegen das von Austin eingebrachte Christentum, die am Ende zur Spaltung der Gemeinschaft führte.
Da es hier um den Streit zwischen zwei Glaubensrichtungen geht, hat dieses Set als einziges Set zwei strategische Karten, die Kirche und den Tempel Odins. Beide Karten haben mehrere Folgekarten. Mit Bran und Judith wird ein Mechanismus aufgenommen, der im alten Kartenspiel schon mit der Sonderkarte Franz vom Winkel erprobt wurde.

### Zeit der Handelsherren
Am 8. August folgte die Vorstellung der Handelsherren.
Das Themenset enthält vier Ortschaftsausbauten, acht Aktionskarten, acht Stadtausbauten, zwei Landschaftsausbauten, vier Ereigniskarten, zwei Straßenergänzungen und als erstes Themenset mit der Handelsmetropole eine weitere Zentralkarte, die auf eine Stadt gelegt werden kann. Auf der Rückseite und in den oberen Ecken der Ereigniskarten besitzen die Karten dieses Sets als Set-Kennzeichen ein Schiff mit einem Rahsegel.
Das Set steht in der Tradition von Handel & Wandel und enthält zudem die Handelskomponente der „Barbaren & Handelsherren“. Strategische Karte dieses Sets ist der Handelshafen.

### Zeit der Barbaren
Am 6. September 2011 stellte Klaus Teuber in seinem Blog die Karten des dritten Themensets vor.
Das Themenset enthält sieben Ortschaftsausbauten, acht Aktionskarten, acht Stadtausbauten, zwei Landschaftsausbauten, vier Ereigniskarten, eine Straßenergänzung und als erstes Themenset eine Zählkarte. Setkennzeichen ist ein Morion. Das Set steht in der Tradition der Barbaren & Handelsherren, beinhaltet aber nur die Barbarenkomponente dieses Sets, ergänzt durch einige neue Karten. Strategische Karte dieses Sets ist die Burg. Im Gegensatz zu den anderen Themensets endet hier ein Themenspiel erst bei 13 Siegpunkten. Zudem wird der Ereigniskartenstapel anders gebildet.

## Zweite Erweiterung „Goldene Zeiten“
Bereits bei der Vorstellung des Themensets „Zeit der Barbaren“ hatte Klaus Teuber diese zweite Erweiterung angekündigt und als eines der enthaltenen Themensets „Zeit der Entdecker“ genannt. Am 30. April 2012 stellte er dann aber zunächst einige Karten des Themensets „Zeit des Wohlstands“ vor.

### Zeit der Entdecker
Das Themenset enthält sechs Ortschaftsausbauten, zehn Aktionskarten, vier Stadtausbauten, vier Landschaftsausbauten, vier Ereigniskarten, zwei Metropolen und zwei Sätze mit je 10 Meerkarten sowie 6 Holzscheiben, die als Entdeckerschiffe genutzt werden. Setkennzeichen ist ein in die Ferne schauender Seefahrer. Die mit dem Themenset neu eingeführte Kartenklasse der „Meerkarten“ bildet das zentrale Element des Spiels. Die Meerkarten werden vor Spielbeginn verdeckt neben dem Fürstentum ausgelegt und im Laufe des Spiels „entdeckt“.

### Zeit der Weisen

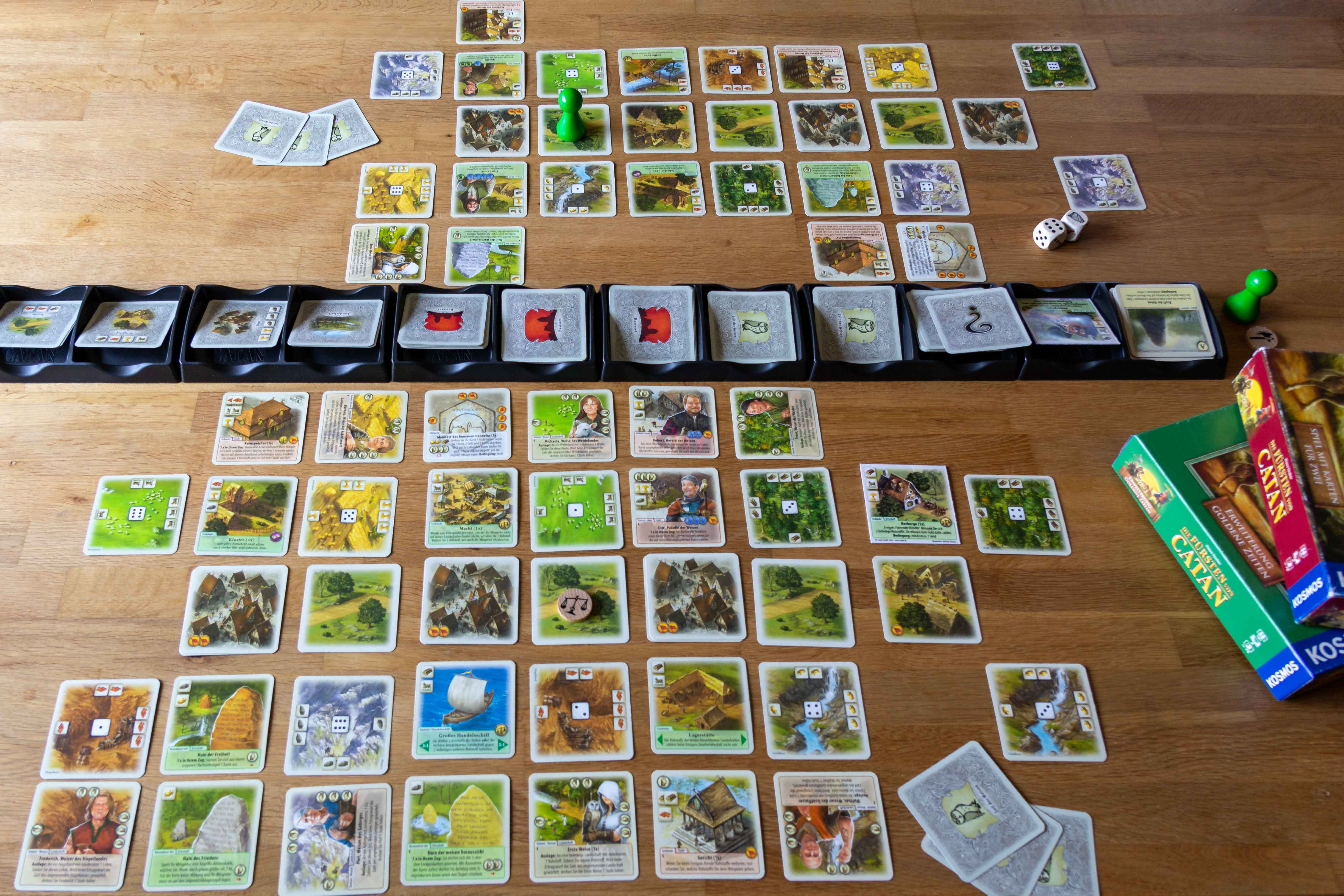
Endstand Fürsten von Catan - Zeit der Weisen

Das Themenset enthält sieben Ortschaftsausbauten (Haine), zehn Aktionskarten, acht Stadtausbauten, acht Landschaftsausbauten (Weise), vier Ereigniskarten und zwei Zählkarten. Setkennzeichen ist eine Eule. „Zeit der Weisen“ ist eine Überarbeitung des alten Themensets Zauberer & Drachen. Aus den Zauberern wurden Weise und den Zauberbüchern Haine. Statt magischer Haustiere unterstützen die Weisen ein Herold und ein Paladin.

### Zeit des Wohlstands
Das Themenset enthält drei Ortschaftsausbauten, neun Aktionskarten, zwölf Stadtausbauten, drei Straßenergänzungen, einen Landschaftsausbau, vier Ereigniskarten und zwei Zählkarten. Setkennzeichen ist ein Stern. „Zeit des Wohlstands“ ist eine Überarbeitung des alten Themensets Künstler & Wohltäter, wobei bei diesem Set die meisten Karten nur geringfügig bearbeitet wurden, aber einige Karten hinzukamen.

## Finstere & Goldene Zeiten
Die beiden Erweiterungen wurden im März 2021 zur Erweiterung „Finstere & Goldene Zeiten“ zusammengefasst, wobei einige Karten geringfügig überarbeitet wurden.

## Spielformen

### Einführungsspiel
Das Einführungsspiel ersetzt das Grundspiel des alten Catan-Kartenspiels. Die Regeln wurden vereinfacht und es wird mit weniger Karten gespielt. Es enthält keine Stadtausbauten. Das Einführungsspiel ist insbesondere für Spieler interessant, die in das Spiel einsteigen wollen. Beim Einführungsspiel greifen beide Spieler auf gemeinsame Nachziehstapel zu, alle Karten sind ohne Bedingungen spielbar. Die Spieler spielen mit einem im Regelheft vorgegebenen Startaufbau und ziehen ihre Starthandkarten „blind“ von einem Stapel. Das Spiel ist beendet, wenn ein Spieler 7 Punkte erreicht hat.

### Themenspiele
Die Themenspiele ersetzen das Erweiterte Grundspiel des alten Catan-Kartenspiels. Wie beim Einführungsspiel greifen beide Spieler auf gemeinsame Kartenstapel zu, wobei sich in bestimmten Situationen (Wahl der Startkarten) jeder Spieler für einen Stapel entscheiden muss, den der andere Spieler in der Situation dann nicht nutzen darf.
Der Ereigniskartenstapel setzt sich aus den Ereigniskarten des Einführungsspiel und den Ereigniskarten des jeweiligen Themensets zusammen. Es werden fünf Ausbaukartenstapel gebildet, drei aus den Karten des Einführungsspiel und zwei aus den Karten des jeweiligen Themenspiels. Bei jedem Thema werden einige Karten offen ausgelegt, die gebaut werden können sobald eventuelle Bedingungen erfüllt sind, ohne dass sie vorher auf die Hand genommen werden müssen.
Das Themenspiel ist insbesondere für Spieler interessant, die nach dem Einführungsspiel schrittweise die Karten der Themen kennenlernen wollen. Gespielt wird in der Regel auf 12 Siegpunkte statt wie bisher 13 beim Erweiterten Grundspiel.

### Duell der Fürsten

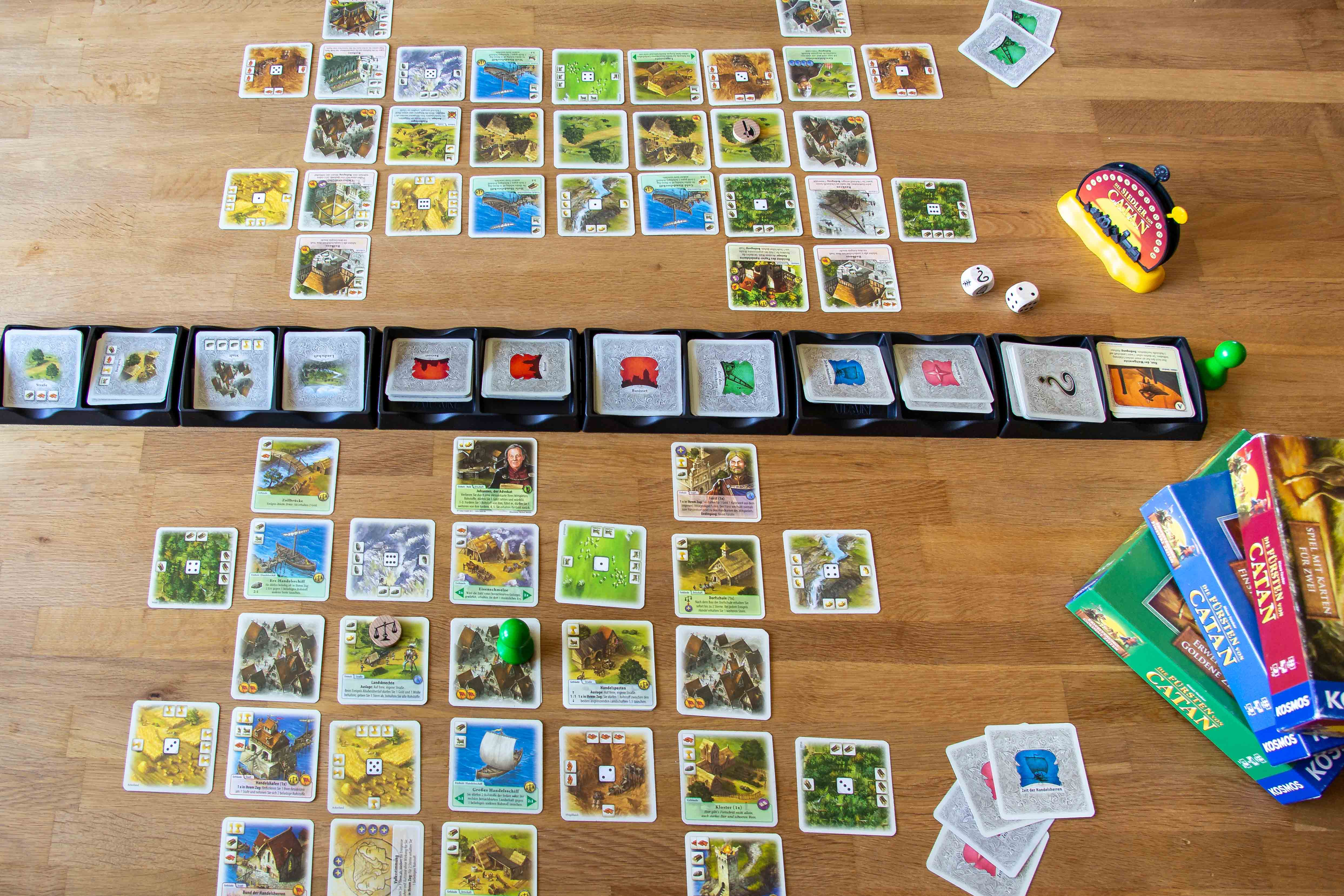
Duell der Fürsten - gespielt mit den Erweiterungen Zeit des Fortschritts, Zeit der Handelsherren und Zeit des Wohlstands

Es wurde für die Fürsten neu entwickelt. Gespielt wird es mit allen Karten des Basissets sowie einem Teil der Karten aus drei Themensets. Die nicht verwendeten Karten besitzen im Textkasten einen kleinen Halbmond. Wie beim Einführungsspiel und den Themenspielen greifen beide Spieler auf gemeinsame Kartenstapel zu, wobei sich in bestimmten Situationen (Wahl der Startkarten) jeder Spieler für einen Stapel entscheiden muss, den der andere Spieler in der Situation dann nicht nutzen darf. Wie in den Themenspielen werden die Karten des Basissets auf 3 Stapel verteilt und die Karten jedes Themensets bilden jeweils einen eigenen Stapel. Der Ereigniskartenstapel enthält sechs vorgegebene Ereignisse und sechs hinzugeloste Ereignisse, die die Spieler zunächst nicht kennen. Gespielt wird auf 13 Siegpunkte.
Mit der Erweiterung „Finstere Zeiten“ und den drei neuen Sets wurden auch zwei weitere Varianten angeboten: Bei der ersten Variante wählt jeder Spieler ein Themenset und das dritte Themenset wird ausgelost. Bei der zweiten Variante werden alle drei Sets ausgelost. Bei diesen Varianten werden dann nur die Ereigniskarten der eingesetzten Sets verwendet und zwar alle ohne Halbmond und dann jeweils so viele zugeloste Ereignisse, dass die Gesamtzahl 12 beträgt.

### Turnierspiel
Die Regeln für das Turnierspiel wurden im Herbst 2011 auf der Webseite der Catan GmbH veröffentlicht. Für das Turnierspiel benötigt jeder Spieler einmal „Die Fürsten von Catan“ und die Erweiterung „Finstere Zeiten“ sowie später erschienene Erweiterungen. Im Gegensatz zu den anderen drei Varianten besitzt jeder Spieler seine eigenen Nachziehstapel auf die nur er zugreifen kann.
Am 6. September 2011 benannte Klaus Teuber in seinem Blog zum Themenset „Zeit der Barbaren“ erste Regeländerungen für das Turnierspiel. Die kompletten Turnierregeln wurden am 20. September veröffentlicht.
Danach gibt es folgende Änderungen:
- Jeder Spieler stellt sich aus den Sets ein eigenes Deck mit 35 Karten zusammen.
- Gibt es mehrere gleiche Angriffs-Aktionskarten darf jeder Spieler nur eine für sein Deck wählen – so zum Beispiel nur 1 Verräter, 1 Feuerteufel und 1 Raubzug.
- Jeder Spieler steuert 4 Ereignisse bei. Gibt es gleiche Ereigniskarten mit einem Halbmond, darf aber nur eine davon gewählt werden.
- Zu Beginn des Spiels gibt es zunächst eine Vorbereitungsrunde in der beide Spieler abwechselnd mit ihren Startrohstoffen jedes Mal 1 ihrer Startkarten bauen können, die noch keinen direkten Einfluss auf den Mitspieler haben. Vorteile gebauter Ausbauten, z. B. die Kostenreduzierung durch einen Schiffsbauer oder Übungsplatz, bzw. die Funktionen von Handelsposten und Siward, der Späher können schon in der Vorbereitungsrunde genutzt werden. Erst danach wird gewürfelt.
- Das Turnierspiel wird bis 15 Siegpunkte gespielt.

Vereinbaren die Spieler die Benutzung des Themensets „Zeit der Entdecker“, legen beide Spieler die Meerkarten, die auch im Duell der Fürsten verwendet werden, vor Spielbeginn aus.

## Änderungen gegenüber dem alten Catan-Kartenspiel

### Regeländerungen
- Das Einführungsspiel endet bei 7 Siegpunkten, statt bisher 12 beim Grundspiel, die Themenspiele enden bei 12 Siegpunkten, statt bisher 13 bei den Erweiterten Grundspielen.
- Im Einführungsspiel spielen die Spieler mit einem im Regelheft vorgegebenen Startaufbau und ziehen ihre Starthandkarten „blind“ von einem Stapel. Erst im Themenspiel dürfen sich die Spieler die Starthandkarten aussuchen und danach ihre Landschaften so arrangieren wie es ihnen am sinnvollsten erscheint.
- Im Themenspiel werden die Karten des Basissets auf 3 Stapel verteilt, statt 4 wie bei den Erweiterten Grundspielen.
- Es gibt eine weitere Goldlandschaft im Landschaftskartenstapel.
- Nach dem Würfeln wird – außer bei einem Räuberüberfall (Keule) – zuerst der Ertragswürfel und dann der Ereigniswürfel ausgewertet.
- Aktionskarten können sofort gespielt werden, statt wie bisher wenn beide Spieler zusammen sieben Siegpunkte haben. Allerdings besitzen Angriffs-Aktionskarten individuelle Bedingungen.
- Der Ereigniskartenstapel wird wie folgt zusammengestellt:
  - Alle Karten mit Ausnahme des Julfestes werden verdeckt gemischt. Drei Karten werden verdeckt abgelegt. Darauf kommt das Julfest und darauf kommen wiederum verdeckt die restlichen Ereigniskarten.
  - Wird das Julfest gezogen, wird der Kartenstapel wie am Spielanfang gemischt und sofort eine neue Ereigniskarte gezogen.
- Beim Ereignis „Fest“ (früher Turnier) erhalten beide Spieler bei Gleichstand der Geschickpunkte bzw. wenn keiner einen Geschickpunkt besitzt einen beliebigen Rohstoff, bei einer Mehrheit nur der Spieler mit der Mehrheit.
- Um den Handelsvorteil (früher Handelsmacht) zu bekommen wird keine Stadt mehr benötigt, allerdings mindestens 3 Handelspunkte.
- Um den Stärkevorteil (früher „Stärkste Rittermacht“) zu bekommen, werden mindestens 3 Stärkepunkte benötigt.
- Am Zugende werden zuerst die Handkarten auf die erlaubte Anzahl erhöht oder reduziert, danach oder falls weder reduziert noch erhöht werden musste, kann eine Karte ausgetauscht werden.
- Müssen während eines Zuges Karten auf die Hand genommen werden, muss auch der passive Spieler seine Handkarten erst am Ende seines Zuges reduzieren – falls er dann immer noch mehr als die erlaubte Handkartenzahl hält. In vielen Fällen, in denen früher Karten auf die Hand genommen werden mussten, z. B. bei einem erfolgreichen Feuerteufel, müssen diese Karten nun aber unter einen Stapel geschoben werden.
- Der Handel mit dem Mitspieler, der aber auch beim alten Catan-Kartenspiel kaum genutzt wurde, ist nun nicht mehr möglich.
- Die Spiele enden, wenn der aktive Spieler am Ende seines Zuges mindestens die für das jeweilige Spiel notwendige Siegpunktzahl erreicht hat.

#### Turnierspiel
- Ein Deck besteht nun aus 35 Karten statt wie bisher 33.
- Gibt es gleiche Ereigniskarten mit einem Halbmond, darf aber nur eine davon gewählt werden.
- Gibt es mehrere gleiche Angriffs-Aktionskarten, darf jeder Spieler nur eine für sein Deck wählen.
- Zu Beginn des Spiels gibt es zunächst eine Vorbereitungsrunde.
- Das Spiel endet bei 15 Siegpunkten statt 13 wie bisher.

### Designänderungen
- Statt einer Eisenfaust steht nun eine Streitaxt für die Stärkepunkte. Die Anzahl wird durch einzelne Symbole statt Zahlen ausgedrückt.
- Statt eines Ritterkopfes steht nun eine Harfe für die Geschickpunkte (früher Turnierpunkte). Die Anzahl wird durch einzelne Symbole statt Zahlen ausgedrückt.
- Statt einer Mühle steht nun eine Waage für die Handelspunkte.
- Karten, die die Handkartenzahl erhöhen, besitzen einen Fortschrittspunkt (Symbol: Buch).
- Die Ausbaukarten besitzen einen semitransparenten Textkasten, der Teile der Zeichnung erkennen lässt.
- Die Textkästen der Ausbaukarten sind unterschiedlich hoch, je nach dem für den Kartentext benötigten Platz. Für die Kartenfunktion stehen so bis zu 4 Zeilen zur Verfügung (früher maximal 3).
- Die Art des Handelsschiffes ist durch die Ladung erkennbar, nicht mehr durch die Landschaft auf der Karte.
- Die Helden sind nicht mehr wie die früheren Ritter in einem Bilderrahmen zu sehen, sondern zeigen im Hintergrund ein individuelles Gebäude, ein Schiff (wie z. B. bei Carl Gabelbart) oder eine offene Landschaft (wie bei Siward der Späher).
- Die Ereigniskarten unterscheiden sich nun noch durch eine Art Torbogen von den Aktionskarten.
- Die Aktionskarten sind nun noch zusätzlich in der linken oberen Ecke durch ein „A“ auf einem Trilobular gekennzeichnet.
- Alle Aktions- und Ausbaukarten besitzen links über dem Textkasten einen Karteireiter, der die Kartenklasse angibt. Ab der 2. Auflage haben die Ausbaukarten noch einen zweiten Karteireiter, der den Ausbauort kennzeichnet. Hiermit soll Spielern mit Rot-Grün-Sehschwäche die Unterscheidung ermöglicht werden.

### Namensänderungen
Die Ereignisse des Ereigniswürfels haben teilweise andere Namen und Symbole erhalten:
- Das frühere Ereignis „Erfolgreiches Jahr“ (Symbol „Sonne“) heißt nun „Reiche Ernte“ und hat eine Ähre als Symbol.
- Das frühere Ereignis „Turnier“ (Symbol „Ritterkopf“) heißt nun „Fest“ und hat eine Harfe als Symbol, die auch auf den Karten als Geschickpunkt zu sehen ist.
- Das frühere Ereignis „Handelsvorteil“ (Symbol „Mühle“) heißt nun „Handel“ und hat eine Waage als Symbol, die auch auf den Karten als Handelspunkt zu sehen ist.

Die Spielsteine haben nun andere Namen, Symbole und Form:
- Der frühere quadratische Ritterstein mit einem Ritter, bzw. die modellierte Ritterfigur (ab 2006) heißt nun „Heldenstein“, ist rund und zeigt eine Axt, die auch als Stärkepunkt auf den Karten zu sehen ist.
- Die frühere quadratische bzw. ab 2006 modellierte Spielfigur „Mühle“ heißt nun Handelsstein, ist ebenfalls rund und zeigt wie die Handelspunkte die Waage.

Die Gebietsausbauten heißen nun Ortschaftsausbauten, da sie sowohl in Siedlungen als auch Städten gebaut werden können und Siedlungen und Städte als Ortschaften zusammengefasst werden.
Die „Ausbaukartenstapel“ heißen nun Nachziehstapel, da sie ja auch Aktionskarten enthalten, die nicht gebaut werden. Straßenausbauten (ab der Erweiterung) heißen nun Straßenergänzungen.

## Jahressonderkarten
Die Jahressonderkarten für die Fürsten werden im Gegensatz zu den früheren Jahressonderkarten in einer höheren Auflage gedruckt, nicht mehr signiert und sind auch im Catan-Shop erhältlich.
Bisher erschienen folgende Karten:
- 2010: Axel, der Erneuerer (die Aktionskarte ist Axel Meffert, dem ehemaligen Geschäftsführer des Kosmos-Verlages gewidmet)
- 2011: Johannes, der Advocat (die Ortschaftsausbaukarte ist Johannes Delmere, dem Anwalt der Catan GmbH gewidmet)
- 2012: Alexander und Sebastian, die Buchhalter (die Aktionskarte ist Alexander Zbiek und Sebastian Mellin, den Programmierern der Online-Version gewidmet.)
- 2013: Gavin, der Sprachkundige (die Ortschaftsausbaukarte ist Gavin Allister, dem Deutsch-Englisch-Übersetzer der Catan GmbH gewidmet)
- 2014: Arnd der Fischer (die Ortschaftsausbaukarte ist Arnd Fischer, dem Redakteur für Catan bei Kosmos gewidmet, der als Schulungsleiter zuvor vielen Menschen Catan näher gebracht hat.)
- 2015: Heiko, der Meisterschwimmer (die Aktionskarte ist Heiko Windfelder, dem Programmleiter Spielwaren des Kosmos-Verlages gewidmet.)
- 2015: Ron, der Weitgereiste (die Aktionskarte ist Ron Magin gewidmet, dem Produktmanager für Catan bei Mayfair Games.)
- 2015: Teilnahme am Big Game (die Ereigniskarte lag auch dem Heft 5/2015 der Spielbox bei und sollte für das Big Game Event auf den Internationalen Spieltagen in Essen 2015 werben).
- 2016: Michael, der Wagemutige (die Aktionskarte ist Michael Fleissner, dem Geschäftsführer des Kosmos-Verlages gewidmet)
- 2016: 20 Jahre Catan, das Spiel für Zwei (die Aktionskarte würdigt das 20-jährige Jubiläum des Catan-Kartenspiels)
- 2017: Isabell, die Handelsagentin (die Aktionskarte ist Isabell Campbell, der International Sales Managerin Games des Kosmos-Verlages gewidmet)
- 2020: Herberge (Ortschaftsausbau)
- 2021: Weinberg  (Landschaftsausbau) und 25 Jahre CATAN-Kartenspiel (Aktionskarte)
- 2022: Sonja, die Schäferin (Ortschaftsausbau)
- 2023: Klaus, der Hüter von Catan (Ortschaftsausbau); laut KOSMOS die letzte Ausgabe einer Sonderkarte für "Das Duell"

2021 erschien zudem zur Spiel'21 die Bonus-Box, die neben den bis dahin erschienenen Jahressonderkarten weiteres Material enthält.

## Promo-Karten
2011 wurden zudem zwei „Promo-Karten“ veröffentlicht:
- Carol, die Spielererklärerin[21] (Ortschaftsausbaukarte)
- Catan Mobil (Ortschaftsausbaukarte)

2013 erschien zudem die Aktionskarte „Spielefest“, die nur an Kosmos-Spielererklärer ausgegeben wurde.
Im April 2020 wurde während der COVID-19-Pandemie im Rahmen der Aktion #WirSpielenWeiter die Karte „Herberge“ zum Download angeboten, durch die ein Spieler, der sie gebaut hat, beim Ereignis „Fahrender Händler“ 2 Rohstoffe umsonst bekommt.

## Zubehör
Über den Catan-Shop sind spezielle Kartenhalter mit je zwei Fächern für Kartenstapel erhältlich, die es ermöglichen, von zwei Seiten Karten unter die Stapel zu schieben. Seit 2016 erhält die Neuausgabe vier Kartenhalter mit je drei Fächern, die aber mit einer geringeren Wandstärke gefertigt wurden (ähnlich den Kartenhaltern im Brettspiel).

## Herstellung
Die Karten werden auf zwei Bögen gedruckt, wobei ein Bogen alle Karten des Basissets und bis auf eine alle Karten des Themensets „Zeit des Goldes“ enthält und der andere Bogen zweimal die Themensets „Zeit der Wirren“ und „Zeit des Fortschritts“ sowie die Karte „Geschenk für den Fürsten“ aus dem Themenset „Zeit des Goldes“.
Die einzelnen Elemente werden an verschiedenen Orten hergestellt und von ASS Altenburger konfektioniert und versandt:
- Karten: ASS – Altenburger, Altenburg (Druck auf 2 Bögen, mit Dispersionslack bestrichen)
- Papier – Fa. Burgo, Italien als 250 g Quartettkarton ((Silk Paper 250 g/25 c), glänzend, Formate: ca. 84 cm × 71 cm für 120 Karten, Auflage: je 50.000)
- Karton – LudoFact, Jettingen-Scheppach
- Tiefzieheinsätze – Fa. Neluplast, Opfenbach
- Spielanleitung – Fa. Pixelpress, Amberg, gedruckt auf Hochglanzpapier
- Würfel – Fa. Lorenz, Lam
- Figuren und Spielanzeiger – über KOSMOS von New Dynamics, China

## Übersetzungen
- Bulgarisch: Крале и Владетели на Катан (Könige und Herrscher von Catan)  nun CATAN Двубоят(bei Intelligames[24])
- Englisch: The Rivals for Catan (zunächst bei Mayfair Games[25], später bei Asmodee/Catan-Studio inkl. einiger Sonderkarten[26])
- Französisch: Les Princes de Catane (zunächst bei Filosofia, aktuell bei Asmodee-Frankreich[27])
- Italienisch: CATAN: IL DUELLO (bei Giochiuniti)[28]
- Niederländisch: De Vorsten van Catan (bei 999 Games)[29] (nicht mehr lieferbar) und Catan: Het Duel[30]
- Portugiesisch: Catan O Duelo[31][32]
- Polnisch: Catan: Pojedynek (bei Galakta[33])
- Rumänisch: CATAN - Duelul[34]
- Russisch: Колонизаторы. Князья Катана (bei Hobbygames)[35]
- Slowakisch: Knížata z Katanu (bei Albi)
- Slowenisch, serbisch, kroatisch: Catan Dvoboj[36]
- Spanisch: Los Príncipes de Catán nun  „Catan: El Duelo“ (bei Devir[37])
- Tschechisch: Knížata z Katanu (bei Albi[38])

## Computerspiel-Umsetzung
Das Spiel war seit dem 14. Oktober 2010 auch in der Catan Online Welt spielbar, die Erweiterung (Themenspiele und Duell der Fürsten), sowie das Turnierspiel waren seit dem 5. Oktober 2011 in der Catan Online Welt spielbar. Im Juni 2013 wurde eine iOS-Version veröffentlicht, mit der das Basisspiel und die ersten drei Themensets gespielt werden können. Ende 2017 wurde diese Plattform eingestellt.
Seit 2017 gibt es die aktuelle plattformübergreifende digitale Spielvariante CATAN Universe für PC, Mac, iOS und Android, die neben dem Catan-Basisspiel und deren Erweiterungen Städte und Ritter und Seefahrer sowie der Spielvariante Der Aufstieg der Inka auch die 2-Spieler-Vaiante "Catan - Das Duell" enthält. Zurzeit sind dort die Themensets "Zeit des Goldes", "Zeit der Wirren" und "Zeit des Fortschritts" sowie das "Duell der Fürsten" mit den drei Themensets spielbar. Eine Ausweitung auf weitere Themensets ist laut Hersteller in der Planung.

## Einsatz bei Turnieren
Die Fürsten von Catan werden bei den Kartenturnieren des Catan-Wochenendes (alljährliches vom Kosmos-Verlag veranstaltetes Treffen für Catan-Freunde) seit 2010 gespielt.

## Quelle
- Aus Ludopedia – Die Spiele Encyclopädie (für die Wikipedia überarbeitet)